# Ryoma Ishida
Ryoma Ishida (født 21. juni 1996) er en japansk fodboldspiller, som spiller for den japanske fodboldklub Júbilo Iwata.